# Моделі турбулентності
На сьогодні створено багато різноманітних моделей для розрахунку турбулентних течій. Вони відрізняються одна від одної складністю розв'язання і точністю опису течії.
Нижче перераховано моделі за зростанням складності. Основна ідея моделей зводиться до припущення про існування середньої швидкості потоку і середнього відхилення від нього : {\displaystyle u={\bar {u}}+u'}. Після спрощення рівнянь Нав'є — Стокса, в них крім невідомих середніх швидкостей з'являються добутки середніх відхилень {\displaystyle u_{i}'u_{j}'}. Різні моделі по-різному їх моделюють. Перераховані нижче моделі застосовують у різних інженерних розрахунках залежно від необхідної точності. Практично всі їх реалізовано в сучасних програмах розрахунку гідродинамічних течій, таких як Autodesk Simulation CFD, CD-Adapco STAR-CCM+, FlowVision, Fluent, CFX або OpenFOAM.
1. Модель Буссінеска (Boussinesq). Рівняння Нав'є — Стокса перетворюється до вигляду, в якому додано вплив турбулентної в'язкості. Див. також Теорія шляху змішання Прандтля.
2. Модель Спаларта — Альмараса. В ній розв'язується одне додаткове рівняння переносу коефіцієнта турбулентної в'язкості.
3. {\displaystyle k-\epsilon } модель. Рівняння руху перетворюється до вигляду, в якому додано вплив флуктуації середньої швидкості (у вигляді турбулентної кінетичної енергії) і процесу зменшення цієї флуктуації за рахунок в'язкості (дисипації). У цій моделі розв'язується 2 додаткових рівняння для транспорту кінетичної енергії турбулентності і транспорту дисипації турбулентності. Найчастіше використовувана модель при розв'язуванні реальних інженерних задач. Див. також Каскадні моделі.
4. {\displaystyle k-\omega } модель. Схожа на попередню, замість рівняння дисипації розв'язується рівняння для швидкості дисипації турбулентної енергії. Вимагає менших розмірів сітки, результат розв'язування сильно залежить від початкового наближення через погану стійкість.
5. Модель напруг Рейнольдса. В рамках усереднених за Рейнольдсом рівнянь (RANS) розв'язується 7 додаткових рівнянь для транспорту напруг Рейнольдса.
6. Метод великих вихорів[en] (LES, large eddy simulation). Займає проміжне положення між моделями, що використовують усереднені рівняння Рейнольдса і DNS. Розв'язується для великих утворень в рідині. Вплив вихорів менший, ніж розміри комірки розрахункової сітки, замінюється емпіричними моделями.
7. Пряме чисельне моделювання (DNS, direct numerical simulation). Додаткових рівнянь немає. Розв'язуються нестаціонарні рівняння Нав'є — Стокса з дуже дрібним кроком за часом, на дрібній просторовій сітці. По суті не є моделлю. Через величезний обсяг інформації, отриманої при чисельному моделюванні, цінними є середні значення потоку, отримані при розв'язуванні задачі, з якими можна порівнювати інші моделі.

Всі моделі мають переваги і недоліки. Галузі застосування, для яких отримано модельні сталі на основі порівняння результатів розрахунку з експериментами, обмежені. Наприклад, {\displaystyle k-\epsilon } модель погано підходить для областей з вихором.